# Santa Lúcia na Piazza d'Armi (título cardinalício)
Santa Lúcia na Piazza d'Armi (em latim:  ) é um título cardinalício que foi instituído pelo Papa Paulo VI em 5 de março de 1973. Sua igreja titular é Santa Lucia a Piazza d'Armi, no quartiere Della Vittoria de Roma.

## Titulares protetores
- Timothy Manning (1973-1989)
- Frédéric Etsou-Nzabi-Bamungwabi, C.I.C.M. (1991-2007)
- Théodore-Adrien Sarr (2007-)